# 五虎平西
《五虎平西》，又名《五虎征西》，是一部英雄小說，成書時間不詳，惟可以確定的是故事內容是接續在《萬花樓》之後，所以又被稱為《續萬花樓》。內容是記述五虎因宋仁宗的野心與貪欲，加上被奸臣進讒言，無奈之下只好率領大軍從三關出發，而目的卻僅僅是要西遼朝貢和「珍珠烈火旗」而已。狄青等人誤走北遼，卻使狄青烽火結良緣。第一次西征凱旋，得到偽造的珍珠烈火旗，太師龐洪通敵，陷害狄青等人，幸得到親姑母狄太后等人的搶救，發配充軍。西遼見機不可失，馬上起兵進犯三關，孫秀不敵，只好請求支援。包拯於此時機進奏讓五虎官復原職，宋仁宗下令五虎領數萬宋軍，再加上三關原率領的部屬，合計十五萬大軍前往迎敵。最後在八寶公主、梨山老母、王禪老祖的幫助下成功的取回真正的珍珠烈火旗，凱旋歸朝。狄青上書指劾龐洪、孫秀等人通敵賣國之罪，宋仁宗大怒，下令由包拯、何尚書等人徹查此案，果人贓俱獲，龐洪、孫秀梟首示眾，龐妃在李太后、狄太后之命令，於宋仁宗面前以一丈素白綾絞殺。最後宋仁宗下旨讓八寶公主歸朝，夫婦團圓。

## 主要人物

### 宋朝
- 宋仁宗

史實皇帝，如同《宋史》與其它野史所記述一樣：早年英明果武，後期因小人之讒言，差點使北宋丟失半壁江山。
- 八賢王（八大王）

虛構人物，宋仁宗早先的養父，於《萬花樓》時登場，於此書之露面機會不多。
- 潞花王

虛構人物，八賢王之子，尚文能武，雖尚弱膽，但是頗具正義。與五虎、范仲淹、韓琦、富弼等人是忘年好友。狄青的親表弟。
- 狄太后

虛構人物，狄青的姑母。為保全狄青等人，不惜與權臣槓上。
- 李太后（李宸妃）

史實人物，與狄太后關係良好。於｢貍貓換太子｣事件之後正式重返皇宮。
- 龐洪

虛構人物，太師。為了陷害狄青，不惜一切手段，後來竟通敵賣國。最後與女婿孫秀被判梟首示眾。
- 龐愛妃

龐洪之次女，後因其父唆使，共同陷害狄青等人。最後在宋仁宗面前被絞死。
- 文彥博

史實人物
- 呼延贊

史實人物，靜山王。
- 富弼

史實人物。
- 包拯

史實人物，耿直之官，對龐洪等人深惡痛絕。

### 三關
- 孫秀

虛構人物，兵部尚書，龐洪大女婿。為人陰險、狡詐，但卻無膽、懦弱到不敢迎擊西夏、西遼等進犯之兵。與范仲淹、韓琦等人不和，孟義更是對他不齒。
- 范仲淹

史實人物，長年駐守三關，對五虎等人之後勤提供非常大之協助。被西夏、西遼尊稱之為｢小范老子｣，又歌曰：｢小范老子，胸中自有數萬甲兵！｣
- 韓琦

史實人物，長年駐守三關，對五虎等人之後勤提供非常大之協助。被西夏、西遼尊稱之為｢大韓夫子｣，因鎮守使遼、夏不敢來犯邊關，邊關軍民流唱著：｢軍中有一韓，遼夏心膽寒；軍中有一范，遼夏不敢犯！｣
- 焦廷貴

虛構人物，守將之一，原楊家將之屬下猛將焦貴之子。是五虎軍中之猛將，但是不夠心細，大老粗一枚，害狄青誤走北遼，卻也使狄青得良緣。
- 李繼英

虛構人物，原狄父之部將，勇猛善謀。雖初充任奸臣龐洪之家將，在狄青被引誘至太師宅時將之救出，讓狄青到隔鄰的韓琦家等救援，後自己亦逃出，隨後太師派龐春、龐貴(僅部屬椑將)前去欲捉之，反被李說服反正。本故事中三人與原先的兩千步兵留守三關。
- 楊宗保

虛構人物，楊文廣之父，楊六郎之子，楊家將第三代。是名猛將且有智謀，在三關時所節制之官兵各個誓死效忠大宋。後與西戎之薛化禮單挑對陣，薛不能勝，乃用其毒錘重擊其心口，毒發後五日不治殉國，戰死於邊關，遺留下未能雪父祖之恥的遺恨。殉國當日，正好是祖母佘太君的八十歲大壽的壽宴。(於萬花樓後期陣亡)
- 楊文廣

史實人物，楊宗保之子，楊家將第四代。面容貌美且年輕。萬花樓末段，單挑薛化禮之女百花女，被百花女於陣前招婚欲拒絕，後由范仲淹撮合此良緣。

### 五虎
- ｢人面虎｣狄青

史實人物，狄太后之姪，勇謀俱備。年輕時得到了王禪老祖（《萬花樓》並未詳細提及）之幫助，武藝更加精進，下山時巧遇玄武真君，獲贈｢人面獸｣、｢穿雲箭｣，狄青以這兩件寶物屢獲戰功。將星轉世，平凡女子若是與狄青合配者，皆會因此被煞死。元配范氏（范仲淹之女）便是因擋不了重煞，成婚不到兩年即病逝，未能替狄家留後代。最後是八寶公主因是梨山老母之徒弟，是仙徒，與將星能合拍，甚至能壓倒將星的重煞，成為狄青之續弦。
- 武器

金刀：
原靜山王府中宋太宗御賜之寶刀，合金鑄造。刃長三尺，重四十餘斤。常人都拿不動，但狄青使來如虎添翼，故賜給狄青當武器。此武器除了可以用來斬殺敵人之外，連奸邪王公都能被此先斬後奏。因用特殊工法打造，故對妖法都能防禦或撥開。
人面獸：
玄武真君所贈之寶物，戴上｢人面獸｣面具便有如猛獸附體，可力抗力大之敵人。狄青之外號｢人面虎｣是因此面具而得名，然而一般有關小說僅說此面具為銅面罩，不具神力。
穿雲箭
玄武真君所贈之寶物，能破敵人之法器。根據歷代傳奇、小說來看，曾經使用過之名將有二郎神楊戩、李靖、薛仁貴、薛丁山等人。
現月龍駒：
狄青的坐騎，是日行千里、夜行八百的｢千里馬｣。
- ｢笑面虎｣石玉

虛構人物，王禪之徒，與狄青是師兄弟之關係。是五虎中的智囊，卻也能上陣殺敵，率領西征軍之後部。因對陣敵將時常臉掛微笑，故得外號｢笑面虎｣。武器為雙槍，座騎是百足驊。其武技僅次於狄青。真正身分為某郡主之郡馬。
- ｢扒山虎｣張忠

虛構人物，與李義原為盜匪，經狄青收服後與之結拜，略懂兵法，故常作為前鋒。武器是金槌，坐騎是青驄騮。武技與李義不相上下。
- ｢穿林虎｣李義

虛構人物，與張忠原為盜匪，經狄青收服後與之結拜。是西征軍的先鋒。武器為花斧，坐騎是褐駿馬。
- ｢飛天虎｣劉慶

虛構人物，本為盜賊，經石玉收服後成為五虎之一。但是好酒，多次差點因酒誤事。能駕著｢席雲帕｣飛至半空前往四周查看地形，也曾在第一次西征、宋軍被圍困時受狄青之密信前往北遼求救，卻又因酒差點失敗，若非八寶公主及時發現，否則會成為敗北之原因。武器是雙長刀，坐騎是黑軍駒。
席雲帕：
劉慶的法寶，長一丈、寬六尺，只有劉慶能駕馭，其他都不能。

### 北遼
北遼狼主
姓名不詳，在狄青等人誤走至北遼時將之拘禁，但因敬重狄青，且狄青一表人才，曾想將其網羅。後因狄青娶了八寶公主為續弦，成為狄青的岳丈。
北遼王后
姓名不詳，公主生下狄龍、狄虎，細心照顧。最後因公主帶狄虎回中原與狄青團聚，努力的教導狄龍如何成為一國之君。
八寶公主
虛構人物，姓名不詳，是梨山老母之徒弟，是仙徒，且是樊梨花、穆桂英等人的同門師妹。因學成下山歸國，攜有老母所贈之八個法寶，所以名為｢八寶｣。狄青誤走北遼，五虎皆被公主所擒下，對狄青更是一見鍾情。而後狄青娶之並滯留一段時間，卻導致狄母被關進天牢。公主為成全狄青忠孝之心，於鳳凰關含淚送別。故事中段，五虎被困樓山城，狄青派劉慶前往北遼請求援助，因酒差點失敗，若非八寶公主及時發現，否則會成為敗北之原因，被公主｢教訓｣後，從此劉慶不敢亂貪杯。狼主原本對狄青生氣，但因公主以｢狄青是本國之駙馬，若失敗，不但是宋朝損失，更丟了本國之臉面！｣之語說服了狼主。狼主同意之後，公主親率五百女兵與兩千精騎前往援救，解了五虎之圍。二次西征時以｢鎮妖珠｣擊破了花山老祖以內丹練成的｢日月帕｣，收服了花山老祖。故事終期，帶著狄虎與回中原與狄青團聚，宋仁宗封八寶公主為｢一品貞烈夫人｣。
法寶（僅列出出現過之物）
- 九葉飛刀
- 鎮妖珠
- 混元瓶

多倫
北遼官員
狄龍、狄虎
狄青與公主之子，孿生兄弟，狄龍最後留在北遼，狄虎與父親團聚。《五虎平南》後段，北遼因戰亂，狄虎在公主的暗許下，率兵前往北遼，將狼主、王后和哥哥狄龍救回中原。

### 西遼
- 西遼國王

姓名不詳，最後投降。
- 子牙猜
- 贊天王

於《萬花樓》中被狄青給斬殺。
- 藍天成

圍困五虎於樓山城之猛將，高七尺，是真武妖君轉世，所以不怕人面獸、穿雲箭。使著兩隻狼牙棒，最後遭八寶公主斬殺。
- 禿狼牙

｢得勝將軍｣，第一次狄青西征歸國時帶寶物前往與龐洪勾搭，陷害狄青，故事後段反正，指證龐洪之罪證。
所帶寶物如下：
- - 碧玉花瓶一對
  - 白玉兩雙
  - 月華鏡

在滿月時將此鏡一照，便能看到無比的景象。
- - 黃金百兩
  - 醉仙塔

將美酒倒入此塔並飲之，就算是神仙也會醉倒。
- - 醒酒珠

喝下從醉仙塔倒出的美酒，將此珠含入口中，不消片刻即能恢復正常。
- 黑山

西遼將軍，使大斧，因服下花山老祖藥丸，無所畏懼，但還是敗在李義的手中。後劉慶偷出兵夜襲，死於劉慶的刀下。
- 黑利

西遼將軍，是西遼駙馬。背上之葫蘆能放出火鴉，石玉、張忠不敵，狄青出馬，以穿雲箭破火鴉，被斬殺。

### 妖魔
- 木道人

侵犯三關的魔人，能灑豆成兵，花山老祖之徒。所擺的迷魂陣被狄青以王禪老祖所贈送的｢開陽寶鏡｣所破。遭石玉斬殺。
- 花山老祖

原形是修練了九百餘年的大蛇，僅差再數十年就能得道成仙，因徒弟被殺，為之報仇，先後以｢雷掌｣擊傷了劉慶和石玉，對上狄青時被狄青用槍撥開，便以｢乾坤硯｣將之打傷。王禪老祖救徒，以丹丸救醒三人。與王禪對戰，發｢雷掌｣被王禪以拂塵輕拂所破，再祭出｢乾坤硯｣，還是被王禪的｢霹靂珠｣打碎。最後使用了｢日月帕｣，連王禪使用了最強的法寶｢八卦筒｣都不能破，於是平手。最後被八寶公主以｢鎮妖珠｣所破，收入｢混元瓶｣中，送往梨山老母之處放生，並被老母勒令重新修煉。
- - 武功及法寶
    - 雷掌

手掌放出如雷電般的光芒擊向敵人，以此傷了劉慶和石玉。
- -     - 乾坤硯

外觀是一方硯台，底部有乾坤之圖，以此將狄青打傷。
- -     - 日月帕

花山老祖以內丹練成的法寶，上有日月圖案。與王禪老祖的｢八卦筒｣不相上下，最後被八寶公主以｢鎮妖珠｣擊破。

### 神仙道人
- 王禪老祖

狄青與石玉的師父，多次為救徒兒親自出馬。上次於傳奇中出現是在《說唐》中的〈薛丁山征西〉。
- 梨山老母

八寶公主的師父，撮合了狄青與八寶公主的良緣。上次於傳奇中出現是在《說唐》中的〈薛丁山征西〉。

## 其他
本書風格與《說唐》、《楊家將傳奇》類似，只是稍有不同。成書年份以內容推測，應該是在左宗棠攻下阿古柏帝國，收復新疆之後。